# Про ворона
«Про ворона» — российский мультфильм, созданный на студии «Пилот» в 2004 году. Режиссёр Алексей Алексеев создал его по мотивам эскимоской народной сказки.
Мультфильм входит в мультсериал «Гора самоцветов». В начале мультфильма — пластилиновая заставка «Мы живём в России — Эскимосы».

## Сюжет
Жили когда-то охотник и медведь. Жили по соседству, не ссорились и даже вроде дружили. И вот однажды ловили они рыбу. И поймали — одну, но очень хорошую. Только поделить они её не смогли. Заспорили и решили: кто лучше сказку про ворона расскажет, того и рыба.
Первым медведь рассказал сказку о дружбе совы и ворона. Были когда-то и сова и ворон белые, но захотела сова стать красивой. Украл ворон у человека чёрную краску и расписал сову узорами. Красиво получилось! А сова рисовать не умела и вылила на ворона всю краску. Стал ворон чёрным, обиделся на сову и прогнал её.
Охотник рассказал сказку про ворона и пуночек. Пуночки пели прекрасную песню солнышку. Ворон ту песню украл. И пришлось старшей пуночке лететь за помощью к человеку. Подкрался человек к ворону и выпустил стрелу из лука. Испугался ворон, и пуночка песенку себе вернула. А ворон петь разучился.
Пока охотник и медведь сказки рассказывали, рыбу у них ворон утащил. Вздохнули они и пошли опять рыбу ловить.

## Создатели
| Авторы сценария                       | Михаил Алдашин Алексей Алексеев |
| Режиссёр и аниматор                   | Алексей Алексеев |
| Художники                             | Алексей Алексеев Михаил Алдашин |
| Художественный руководитель           | Михаил Алдашин |
| Композитор                            | Алексей Алексеев |
| Звукооператор                         | Леонид Драгилев |
| Роли озвучивали:                      | Алексей Алексеев Андрей Ярославцев |
| Директор картины                      | Игорь Гелашвили |
| Над пластилиновой заставкой работали: | - Режиссёр - Сергей Меринов - Художник-постановщик- Эдуард Беляев - Актёр- Александр Леньков - Оператор-монтажёр - Андрей Пучнин - Художники - Галина Голубева - Аниматоры - Наталья Акашкина Наталья Соколова |
| Художественный совет проекта:         | Эдуард Назаров Александр Татарский Михаил Алдашин Валентин Телегин Георгий Заколодяжный |
| Генеральный продюсер проекта          | Игорь Гелашвили |
| Продюсер                              | Ирина Капличная |
| Руководитель проекта                  | Александр Татарский |

## Премьера и награды
- 2005 — Премьерный показ первых 11 фильмов из цикла «Гора самоцветов»[2] состоялся в феврале 2005 года в рамках Х Открытого российского фестиваля анимационного кино в Суздале.[3]
- 2005 — Диплом жюри Х ОРФАК в Суздале (2005) "Коллективному разуму Большой киностудии «Пилот», энергично создающему «Гору самоцветов».[4]
- 2005 — Х ОРФАК в Суздале: Приз Фестиваля получил Алексей Алексеев за создание гармоничного звукового и зрительного пространства в фильме «Про ворона» (цикл «Гора самоцветов»).[3]
- 2005 — МКФ «Крок» 2005. Жюри приняло решение учредить специальный приз «За уникальность проекта и высокий художественный уровень» — Анимационной студии «Пилот» (Россия) за цикл «Гора самоцветов». Спонсорские призы: призы компании Canon — Андрей Кузнецов , Россия, фильм «Как обманули змея», Алексей Алексеев «Про ворона».[5]
- 2006 — Национальная премия в области кинематографии «Золотой Орел» за 2005 г. в категории «Лучший анимационный фильм» — циклу «Гора Самоцветов» (11 мультфильмов за 2004 год).